# David Herd
David George Herd (ur. 15 kwietnia 1934 w Hamilton, zm. 1 października 2016) – szkocki piłkarz występujący na pozycji napastnika. Syn Aleca Herda oraz siostrzeniec reprezentanta Szkocji, Sandy'ego Herda.

## Życiorys
Karierę zaczął w Stockport County, gdzie grał razem ze swoim ojcem. Jednak młodzian często musiał rezygnować z występów na rzecz służby w armii. Mimo to, w wieku 20 lat podpisał kontrakt z Arsenalem Londyn, który zapłacił za zawodnika 10,000 funtów. Szkot zadebiutował w barwach nowego klubu 19 lutego 1955 w spotkaniu z Leicester City.
Herd rzadko pojawiał się na boisku, w dwóch pierwszych sezonach wystąpił w ośmiu meczach drużyny. Jednak w sezonie 1956/57 nastąpił przełom, kiedy to w 28 spotkaniach zdobył 18 bramek. Jego forma ustabilizowała się, w każdym kolejnym sezonie regularnie zdobywał około 20 goli.
Jednak Arsenal nie walczył wówczas o najwyższe krajowe laury, jedynym sukcesem było zajęcie trzeciego miejsca w tabeli rozgrywkach 1958/59. Zawodnik w tym samym sezonie zadebiutował w reprezentacji, w wygranym 3:0 spotkaniu z Walią, 18 października 1958. W latach 1958–1961 Herd rozegrał w kadrze pięć meczów i trzy razy wpisał się na listę strzelców. Jego ostatni występ w narodowych barwach miał miejsce 14 maja 1961 w przegranym 0:4 pojedynku z Czechosłowacją.
Mimo iż Herd był najlepszym strzelcem zespołu, pragnął także osiągać sukcesy drużynowe, dlatego też w lipcu 1961 za sumę 35.500 funtów dołączył do Manchesteru United. W Arsenalu rozegrał w sumie 180 spotkań, zdobył 107 goli, co daje mu 15. miejsce na liście najlepszych strzelców klubu w historii.
19 sierpnia 1961 w meczu z West Ham United zadebiutował w zespole United. Herd pomógł klubowi zdobyć w 1963 Puchar Anglii, mistrzostwo w latach 1965 i 1967 oraz Puchar Europy w 1968. W marcu 1967 złamał nogę, przez co stracił później miejsce w zespole. Nie wziął udziału w zwycięskim finale Pucharu Mistrzów w 1968. Dla Manchesteru rozegrał 202 spotkania, w których 114 razy zdobywał bramki, będąc tym samym dziesiątym najlepszym strzelcem w historii zespołu. 26 listopada 1966 w spotkaniu z Sunderlandem, pokonał trzech różnych bramkarzy, zaś Manchester zwyciężył 5:0.
Opuścił klub w lipcu 1968, podpisując kontrakt ze Stoke City. Po zakończeniu kariery był trenerem Waterford United i Lincoln City.